# Karl A. Lamers

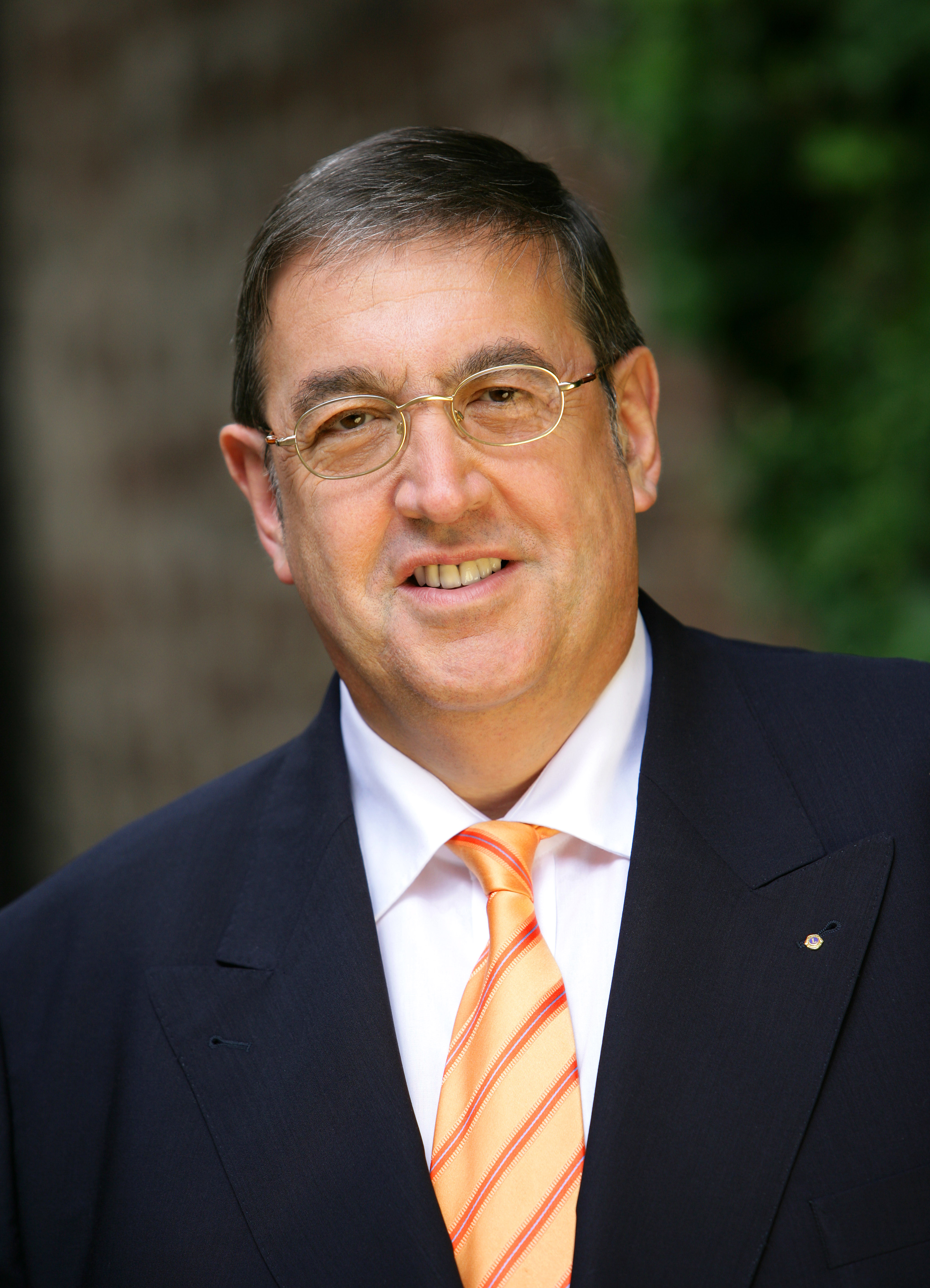
Karl A. Lamers (2005)

Karl Alfred Lamers (* 12. Februar 1951 in Duisburg-Hamborn) ist ein deutscher Politiker (CDU) und Rechtsanwalt. Er war von 1994 bis 2021 Mitglied des Deutschen Bundestages. Seit 2005 war er stellvertretender Vorsitzender des Verteidigungsausschusses des Deutschen Bundestages und von 2010 bis 2012 Präsident der Parlamentarischen Versammlung der NATO.

## Leben und Beruf
Nach dem Abitur 1969 absolvierte Lamers ein Studium der Rechtswissenschaft an der Westfälischen Wilhelms-Universität in Münster, welches er mit dem ersten juristischen Staatsexamen beendete. 1976 wurde er in Münster zum Dr. jur. promoviert mit der Arbeit Repräsentation und Integration der Ausländer in der Bundesrepublik Deutschland unter besonderer Berücksichtigung des Wahlrechts – zugleich eine rechtsvergleichende Studie über das Kommunalwahlrecht in den Staaten der Europäischen Gemeinschaften. Nach dem Referendariat legte er auch das zweite Staatsexamen ab und war zunächst als wissenschaftlicher Referent am Max-Planck-Institut für ausländisches öffentliches Recht und Völkerrecht in Heidelberg tätig. Später wechselte er als Ministerialrat zum Landtag von Baden-Württemberg und leitete dort das persönliche Büro des Landtagspräsidenten. Lamers ist als Rechtsanwalt zugelassen.

## Politik
Lamers trat 1975 in die Junge Union (JU) und die CDU ein und war von 1981 bis 1986 stellvertretender Landesvorsitzender der JU in Baden-Württemberg. Von 1983 bis 1989 war er zudem stellvertretender Vorsitzender des Bezirksverbandes Nordbaden der Mittelstandsvereinigung der CDU. Als Vorsitzender des CDU-Kreisverbandes Heidelberg von 1985 bis 2003 gehörte er zu den frühen Förderern von Christoph Ahlhaus, dem späteren Ersten Bürgermeister der Freien und Hansestadt Hamburg. Seit 2003 ist Lamers Ehrenvorsitzender des Kreisverbandes.
Von 1987 bis 1995 gehörte Lamers dem Gemeinderat der Stadt Heidelberg an. Seit 1994 ist er Mitglied des Deutschen Bundestages, wo er ab 2002 Vorsitzender des Unterausschusses Weiterentwicklung der Inneren Führung war und seit 2006 als stellvertretender Vorsitzender des Verteidigungsausschusses amtiert. Er ist 1998 und 2002 über die Landesliste Baden-Württemberg und sonst als direkt gewählter Abgeordneter des Wahlkreises Heidelberg in den Bundestag eingezogen. Bei der Bundestagswahl 2013 erreichte er 40,9 Prozent der Erststimmen.
Lamers gehörte von 1998 bis 2021 auch der Parlamentarischen Versammlung der NATO an und war dort Vorsitzender der Fraktion der Konservativen und Christdemokraten. Von 2004 bis 2008 war er Vorsitzender des Unterausschusses NATO-Partnerschaften. 2010 wurde Lamers in Warschau zum Präsidenten der Parlamentarischen Versammlung der NATO gewählt und nach zwei Jahren turnusgemäß vom Engländer Hugh Bayley abgelöst. Von 2006 bis 2008 sowie von 2012 bis 2012 war er zudem Vizepräsident der Versammlung und ist heute Mitglied des Präsidiums. Im 19. Deutschen Bundestag war Lamers ordentliches Mitglied im Verteidigungsausschuss. Zudem gehörte er als stellvertretendes Mitglied dem Auswärtigen Ausschuss an. Er ist Mitglied der überparteilichen Europa-Union.
Von 2008 bis 2014 war Lamers außerdem Präsident sowie von 2017 bis 2020 Vizepräsident der Atlantic Treaty Association (ATA), des Dachverbandes der Atlantischen Gesellschaften. In der Deutschen Atlantischen Gesellschaft bekleidet er das Amt des Vizepräsidenten.
Bei der Bundestagswahl 2021 kandidierte der 70-Jährige nicht mehr. Nach seinem Ausscheiden aus dem Bundestag wurde Lamers am 26. Oktober 2021 zum Honorarkonsul der Republik Estland für das Land Baden-Württemberg ernannt.

## Ehrungen
- 2009: Verdienstkreuz am Bande der Bundesrepublik Deutschland
- 2011: Großkreuz des Ordens für Verdienste um Litauen[11][12]
- 2011: Ehrendoktorwürde der Mykolas-Romer-Universität, Vilnius[13]
- 2014: Orden der Ehre Georgiens[14]
- 2015: Mittelkreuz des Ungarischen Verdienstordens[15]
- 2016: Ehren-Professur der Mykolas-Romer-Universität[16]